# Nine Lives (película de 2016)
Ma vie de chat (en inglés: Nine lives; titulada Siete vidas, este gato es un peligro en España y Mi papá es un gato en Hispanoamérica) es una película de comedia franco-china canadiense dirigida por Barry Sonnenfeld y escrita por Dan Antoniazzi y Ben Shiffrin. Es protagonizada por Kevin Spacey, Jennifer Garner, Christopher Walken, Malina Weissman y Robbie Amell. La trama sigue a un padre adicto al trabajo que tiene su mente atrapada dentro del nuevo gato de su hija.
La película fue estrenada por EuropaCorp el 5 de agosto de 2016 y recaudó $57 millones. Fue criticado por los críticos, quienes lo calificaron de poco original y poco divertido.

## Argumento
Tom Brand (Kevin Spacey) es un importante magnate de los negocios en la ciudad de Nueva York cuya actitud adicta al trabajo arruinó su primer matrimonio con Madison (Cheryl Hines) y causó una ruptura entre él y su hijo David (Robbie Amell), que ahora trabaja para él y se esfuerza por obtener su aprobación. Ahora vive con su segunda esposa, Lara (Jennifer Garner), que es un poco más tolerante con el hecho de que nunca está en casa, y su hija Rebecca (Malina Weissman). Su empresa homónima, FireBrand, está a punto de completar su mayor logro hasta la fecha: el rascacielos más alto del hemisferio norte que será la nueva sede. En la escena inicial, se lanza en paracaídas desde un avión y aterriza en la parte superior del nuevo rascacielos, mientras que David permanece en el avión, negándose a saltar.
Se acerca el cumpleaños número 11 de Rebecca y ella siempre ha soñado con tener un gato, pero Tom siempre se ha negado porque odia a los gatos y les tienen miedo. Sin embargo, al no querer decepcionarla, (y como buen géminis que es), se apresura a conseguir un regalo de último momento para el cumpleaños de su hija, pero mientras se distrae, el GPS lo redirige a una misteriosa tienda de mascotas llamada Purrkins Pet Shop, repleta de gatos extraños y exóticos. El excéntrico propietario de la tienda, Felix Perkins (Christopher Walken), le dice que no elige al gato, sino que el gato lo elige a él. El gato que lo elige se llama Mr. Fuzzypants, quien dice Perkins, ha agotado siete de sus nueve vidas y Tom compra el gato.
De camino a casa para la fiesta, Tom se encuentra con Ian Cox (Mark Consuelos), uno de los principales gerentes de la empresa a cargo del nuevo edificio y se entera de que otro edificio en Chicago será más alto. Tienen una fuerte discusión mientras están en el techo que termina con Tom despidiendo a Ian, ya que descubrió que estaba tratando de vender su empresa a sus espaldas, pero un rayo golpea la antena. Tom sale volando del edificio junto con el gato y sin ningún esfuerzo por parte de Ian para salvarlo, cae en picado por el costado del rascacielos, pero su pierna se engancha en algún equipo perdido y es arrojado hacia adentro a través de una ventana al pasar fuera. Cuando se despierta, se da cuenta de que su cuerpo humano está en el hospital en estado de coma y su conciencia está atrapada dentro del cuerpo del gato.
Tom recibe la visita de Felix, quien puede hablar con él y sabe lo que pasó. Felix advierte a Tom que revalúe sus prioridades, se conecte con su familia y evite errores del pasado en una semana o de lo contrario permanecerá como un gato para siempre. Cuando Rebecca y Lara se llevan a Mr. Fuzzypants a casa, él actúa de una manera extraña y obstinada para tratar de convencer a su esposa e hija de que en realidad es Tom. Esto solo los vuelve locos y poco a poco llega a ver cuánto ha ignorado a su familia. Sospecha que Lara lo está engañando con el modelo Josh Myers (Teddy Sears) y habían estado mirando casas juntos como antesala para divorciarse de él. Esto lo motiva a intentar hacerla feliz y también se entera de que Ian está tratando de hacer pública la empresa con la ayuda de la junta directiva para quitarle el poder a Tom, a pesar de que David está tratando de detenerlo. 
Tras esto, Tom se esconde en una caja con archivos que David llevaba consigo, pudiendo entrar así a su empresa. Al ver el despacho de David, Tom se da cuenta del trabajo que su hijo ha estado haciendo para que la torre sea la más alta y que tiene talento en su trabajo. Decidido a ayudarlo, Tom se escabulle hasta su oficina buscando documentos de estatutos de sociedad, y allí escucha a Ian hablar con un miembro de la junta directiva que le ofrece el cargo de presidente de FireBrand en cuanto Tom muera, y destruye una escritura de constitución que revela que Toma le traspasó a David sus acciones convirtiéndolo en el dueño de la compañía. Gracias a la ayuda de Tom, David descubre la escritura triturada por Ian, tras esto va a la casa de su madre ya que ella aún mantiene muchas de las escrituras de Tom y se entera de que le traspasó sus acciones. Entonces David reúne a los miembros de la junta para anunciar que es el dueño, sin embargo Ian se adelanta y despide a David de la empresa y planea anunciar que la empresa se venderá en la fiesta de la inauguración de la nueva torre.
Eventualmente, Rebecca se da cuenta de que Mr. Fuzzypants es realmente su padre. Mientras tanto, el cuerpo de Tom está en crisis en el hospital y Rebecca, Lara y David van allí. Rebecca tiene el gato escondido en su mochila y en un momento a solas, David se disculpa con Tom por no haber podido salvar a la empresa y toma la placa de identificación de Tom, lo que implica que se suicidará en la torre. En el hospital, la Dr. Cole (Jewelle Blackman) planea que Lara firme un DNR, que es una forma legal, que indica que si el corazón de Tom deja de latir, no lo salvarán. Rebecca llama al gato para que le demuestre que él es realmente Tom, pero Tom recuerda lo que dijo Félix acerca de que el amor es un sacrificio y decide salvar a David, sacrificando su única oportunidad de recuperar su humanidad.
En la torre, David salta del edificio y el gato salta detrás de él tirando de un cable. Luego se revela que David está usando un paracaídas de salto BASE. Aterriza en medio de la fiesta, presenta la escritura de constitución de la empresa y anuncia que ahora controla el 51% de las acciones de FireBrand. Dice que la empresa seguirá siendo una empresa familiar y despide a Ian. Aunque no se ve al gato aterrizando, Tom se despierta de su coma justo a tiempo para ver el anuncio de David en la televisión. Mientras tanto, Ian pasa cerca de Felix, quien le dice que cuelgue su teléfono celular. Ian lo ignora, pero luego es atropellado por un automóvil y su conciencia se transfiere a un gato que Felix lleva a su tienda.
Tom y Rebecca regresan a la tienda de Felix donde Tom le pregunta si tiene perros. Felix dice que no, pero presenta a Mr. Fuzzypants, a quien le queda una vida.

## Reparto
- Kevin Spacey como Tom Brand.[4]
- Jennifer Garner como Lara Brand.[5]
- Christopher Walken como Felix Perkins.[6]
- Malina Weissman como Rebecca Allison Brand.[7]
- Robbie Amell como David Brand.[5]
- Mark Consuelos como Ian Cox.[8]
- Teddy Sears como Josh Myers.
- Talitha Bateman como Nicole.[9]

## Producción
El 12 de enero de 2015, se anunció que Barry Sonnenfeld dirigiría la película. El 28 de enero de 2015, Kevin Spacey fue agregado al reparto. El 25 de marzo de 2015, Malina Weissman se unió al elenco y el 31 de ese mismo mes se incorporó al elenco principal a Christopher Walken para interpretar a Felix Grant, el dueño de una mística tienda de mascotas. El 9 de abril de 2015, Jennifer Garner y Robbie Amell se unieron al reparto. El día 13 de ese mismo mes, Mark Consuelos fue incluido al elenco de la película. Talitha Bateman fue incluida el 27 de abril. La fotografía principal inició el 4 de mayo de 2015.

### Estreno
La película tenía previsto su estreno el 29 de abril de 2016, siendo distribuida por EuropaCorp, sin embargo, la fecha fue movida al 5 de agosto de 2016.

### Medios domésticos
En 2021, fue lanzada en el servicio de streaming HBO Max.

## Recepción
La película ha recibido reseñas negativas de parte de la crítica y de la audiencia. En el sitio web Rotten Tomatoes, la película tiene una aprobación de 7%, basada en 41 reseñas, con una calificación de 2.4/10. 
En Metacritic, la película tiene una puntuación de 11 de 100, basada en 14 reseñas, indicando "abrumadoramente odiada". Las audiencias de CinemaScore le dieron a la película una calificación promedio de "B+" en una escala de A+ a F.